# Zeuxippe (Tochter des Hippokoon)
Zeuxippe (altgriechisch Ζευξίππη Zeuxíppē) ist eine Gestalt der griechischen Mythologie.
Laut Diodor war sie die Tochter eines sonst nicht näher zu bestimmenden Hippokoon, der sie dem
Antiphates, Sohn des berühmten Sehers Melampus und König von Argos, zur Frau gab. Mit Antiphates hatte sie zwei Söhne, Amphalkes und Oikles. Oikles folgte seinem Vater auf dem Thron und wurde mit Amphiaraos seinerseits Vater eines berühmten Sehers.